# スーパーπ
スーパーπ (SuperPi) は、1995年に東京大学金田研究室の金田康正らが公開した、円周率計算プログラムである。
1995年当初はWindows向けのプログラムのみ提供されていたが、2003年9月より、Mac OS X、BSD/OS、FreeBSD、IRIX、Solaris、HP-UX、AIX v3などの各OS向けのバージョンも公開された。ただし、再配布が許可されているのはWindows版のみであり、それ以外の各OS向けプログラムの再配布は禁止されている。
本項では特に断りのない限り、Windows版のプログラムについて解説する。

## 概要
1995年8月、東京大学大型計算機センターにて金田康正らが、円周率約 232（42億）桁を計算することに成功した。スーパーπは、当時計算に成功したプログラムをベースに、Windowsに移植することで開発された。同年9月からフリーウェアとして配布されている。「記録更新に伴いバージョンアップを予定しています」としているが、1995年9月9日以降アップデートされていない（2015年2月時点）。
円周率の算出にはガウス-ルジャンドル法を用いている。算出する円周率の桁数は最小1万6000桁、最大3355万桁である。桁数は予め用意された設定（12種類）から選択する必要があり、ユーザーが任意の桁数を自由に設定することはできない。円周率の算出結果は別途ファイルに出力される。実行時間はCPUの計算速度に加え、メモリ容量やハードディスクのアクセス速度にも影響されるとしている。
公式にサポートするWindowsは、Windows 3.1、Windows 95、Windows NT（Windows 3.1の場合Win32sが必要）であるが、非公式ながらWindows 7,Windows 10などでも支障なく動作する報告もある。

## ベンチマークソフトとしての活用
PCユーザーの間ではCPUの計算性能を測定するベンチマークとしても活用されている。パソコン雑誌でのCPU性能の測定（後述）や、イベント：WPC EXPOでの冷却システムの展示、秋葉原の店頭にて実機動作が展示されたこともある。オーバークロックのイベントにおいて、スーパーπのスコア（計算の速さ・処理時間の短さ）を競う競技大会も開催されている。
2008年に日経WinPCは「本来はベンチマーク用ではないが、手軽に測定できることなどから、自作PCユーザーの間ではCPUの大まかな性能を知る定番ソフトになっている。」と紹介し評価した一方で、「作成時期が古いため、最新CPUの拡張命令や複数コアに対応しておらず、CPUの持つ最高性能を知るには適していない。」とも指摘した。
なお、2005年2月には有志によりSuper PI Modが開発されている。金田らが開発したスーパーπは計算時間が1秒単位で表示されるが、Super PI Modは1ミリ秒（1000分の1秒）単位で計算時間を表示することができる。